# Ризаханов, Магомед Ахмедпашаевич
Магомед Ахмедпашаевич Ризаханов — профессор, доктор физико-математических наук.
Автор трех учебно-методических пособий, рекомендованных центральным методическим объединением медицинских вузов России, одной научной монографии, более 50 научных статей, опубликованных в журналах АН СССР, РАН.
Приоритетное научное направление: исследование электронных и дипольных центров в полупроводниках, диэлектриках и био-органических структурах.

## Биография
Магомед Ахмедпашаевич Ризаханов родился 27 марта 1939 года в селе Межгюль, Хивского района ДАССР. В 1956 году окончил Канцильскую среднюю школу Хивского района, поступил на физический факультет Дагестанского государственного университета. В студенческие годы участвовал в реализации общегосударственной программы освоения целинных и залежных земель.
После окончания университета служил в рядах Советской Армии (1961—1963 гг.). После демобилизации работал учителем физики в школах Хивского района.
В 1966 году работал ассистентом кафедры физики твердого тела Дагестанского госуниверситета.
С 1967 по 1970 годы — аспирант при кафедре физики полупроводников и диэлектриков Горьковского (Нижегородского) государственного университета.
С 1970 по 1985 год — ассистент, старший преподаватель, доцент кафедры физики твердого тела, и. о. заведующего кафедрой, и. о. профессора кафедры общей физики Дагестанского госуниверситета.
В 1985 году на Ученом совете Дагестанской государственной медицинской академии занял по конкурсу вакантную должность заведующего кафедрой физики (ныне кафедра биофизики, информатики и медицинской аппаратуры) и возглавляет её по настоящее время. Член Ученого совета, Центрального методического совета ДГМУ.
В 1971 году в Горьковском госуниверситете защитил по теме «Исследование электронных ловушек в пленках селенида кадмия» диссертацию на соискание ученой степени кандидата физико-математических наук.
В 1983 году в Вильнюсском государственном университете защитил докторскую диссертацию по теме «Структура и параметры глубоких центров прилипания и рекомбинации в полупроводниках».
В 1988 году М.Ризаханову было присвоено звание профессора.

## Научный вклад
Обнаружены и исследованы новые физические явления, предложены универсальные диаграммы и методы оценки контроля характеристических параметров электронных центров, дипольных структур в полупроводниках, диэлектриках и металлах в том числе в биологических структурах (листья растений, кости, белки), развиты и экспериментально обоснованы представления о диполях с ионизационно-управляемым электрическим моментом, открыты электронные центры с оригинальными физико-химическими свойствами в полупроводниках. Разработана технология принципиально нового неохлаждаемого детектора инфракрасного света среднего диапазона.
```
Под его руководством защищены 4 докторские и 5 кандидатские диссертации. Всего по тематике научных исследований, начатых в Даггосуниверситете, Институте физики Дагестанского научного центра и Даггосмедакадемии по его непосредственной инициативе и научно-консультативной помощи защищены 4 докторские и 11 кандидатских диссертации. Система подготовки ученых под его научным руководством на физическом факультете Даггосуниверситета под названием «Школа Ризаханова» получила известность в республике и за её пределами. Результаты научных исследований цитируются в периодических публикациях, включены в ряд монографий, вышедших у нас и за рубежом.
```

```
Неоднократно приглашался в различные учебные и научные центры (гг. Киев, Одесса, Ашхабад, Ташкент и др.) в качестве оппонента диссертаций и оказания научно-консультативной помощи. В его адрес поступают письма из США, Англии с предложением стать членом общественных академий, Химического общества Америки, дать согласие на опубликование биографии в изданиях типа «Who is who», наградить по номинации «International Scientist of the Year».
```

## Общественно-политическая деятельность
В 90-е годы коренной ломки общественно-политической системы член государственной комиссии по подготовке первой конституции Дагестана от демократических партий и национальных движений, руководитель общества «Табасаран», председатель «Конгресс народов Дагестана», председатель «Партии народного единства Дагестана». Основные усилия в те деструктивные 90-е годы сконцентрировал на обеспечении политического (конституционного) равноправия народов Дагестана и сохранения на этой основе административно-государственного статуса целостной республики в составе Российской федерации. В последние пятнадцать лет член Государственной комиссии республики по правам человека (2002 г.), избран в Общественную палату Дагестана первого созыва (2007 г.), делегат III съезда народов Дагестана (2011 г.). Выступил на съезде по вопросу об изъянах нынешней дагестанской цивилизации и шагах их преодоления. В настоящее время член Совета старейшин, комиссии по примирению и согласию при главе РД, член Совета конгресса интеллигенции Дагестана. Известен своими объемными публикациями на страницах периодической печати, посвященными общественно-политическим и социальным вопросам.

## Учебно-методические пособия
«Руководство к практическим занятиям по медико-биологической статистике» (совместно с Магомедовым М. А.)"Руководство к практическим и лабораторным занятиям по Физике и математики" под ред. проф. М. А. Ризаханова, М. М. Муталипова."Руководство по мединформатике" (совместно с М. А. Магомедовым)

## Научные труды
Ризаханов М. А. Мониторинг. Наука и технологии*, 2012, № 1(10), с. 104Ризаханов М. А. Письма в журнал технической физики**, 2012, т. 38, № 10, с. 86—90 (совместно с Е. М. Зобовым, М. Е. Зобовым) Ризаханов М. А. Мониторинг. Наука и технологии*, 2015, № 4 (25), с. 57. (совместно с Абдурагимовым Г. А., Атлухановой Л. Б.) Ризаханов М. А. Проблемы и перспективы развития образования, VI Международная научная конференция (г. Пермь, апрель 2015 г.), Пермь 2015, с. 270 (совместно с Тружениковой С. Е., Муталиповым М. М.). Ризаханов М. А., Современные проблемы науки и образования*, М., 2015, № 4 (60), электронный вариант (совместно с Абдулгалимовым Р. М.) Ризаханов М. А. Естественно — научные и гуманитарные знания в мировоззрении врача (Сб. статей)*, 1ое всероссийское учебно-методическое пособие ДГМА «От студенческого самообразования к качественному образованию», Махачкала, 2015, с. 12—16 (совместно с Абдулгалимовым Р. М.) Ризаханов М. А. Использование инновационных технологий как основа развития профессиональной информационно-технологической компетентности врача. Журнал «Современные проблемы науки и образования»*, М., 2015, № 4(60) (совместно с Абдулгалимовым Р. М., Абдулгалимовой Г. Н.). Ризаханов М. А. Мониторинг. Наука и технологии*, 2016 № 1 (26), с. 77, (совместно с Атлухановой Л. Б., Гаджикурбановым К.) Ризаханов М. А. Мониторинг. Наука и технологии*, 2016, № 1(26), с. 77. (совместно с Ф.С. 
Габибовым Л.Б, Атлухановой Л. Б.).
Ризаханов М. А. Вестник Дагестанского государственного технического университета, технические науки*, 2016, том 40, № 1(40), с. 15. (совместно с Габибовым Ф. С., Атлухановой Л. Б.) Ризаханов М. А. Мониторинг Наука и технологии*, 2016 № 4(29), с. 74. Ризаханов М. А., Международный научно-исследовательский журнал, Успехи современной науки и образования *, 2016, т. 2, № 12, с. 80—83 Ризаханов М. А. Мониторинг. Наука и технологии*, 2016 № 1 (26), с. 77, (совместно с Атлухановой Л. Б., Гаджикурбановым К.)М.А., Rizakhanov, Technical Physics**, 2017, vol. 62, № 4, pp. 638 (совместно с Расуловым М. Н. Атлухановой Л. Б.)Rizakhanov М.А. Inorganic Materials**, 2017, vol 53, № 1, рр. 35 (совместно с Магомедовым М. А., Курбановой А. М.).
- — журналы, входящие в перечень ВАК.
  -  — журналы, цитируемые в рубрике Scopus.